# آیشواریا راجش
آیشواریا راجش (به انگلیسی: Aishwarya Rajesh) (زاده ۱۰ ژانویه ۱۹۹۰) بازیگر هندی است.
از کارهای معروف او می‌توان به بازی در فیلم تخم کلاغ، بدو عزیزم بدو، چنای شمالی، کتاب، دارما دوری، آسمان سرخ زرشکی و آشپرخانه عالی هندی اشاره کرد.